# Liaoningornis
Liaoningornis is een geslacht van uitgestorven vogels uit het Vroeg-Krijt van het huidige China, behorend tot de Enantiornithes. De enige benoemde soort is Liaoningornis longidigitus.

## Vondst en naamgeving
In 1996 benoemde en beschreef Hou Lianhai de typesoort Liaoningornis longidigitris. De geslachtsnaam verbindt een verwijzing naar de provincie Liaoning met een Oudgrieks ὄρνις, ornis, 'vogel'. De soortaanduiding is afgeleid van het Latijn longus, 'lang', en digitus, 'vinger', 'teen', een verwijzing naar de lange tenen. Door een foute lezing van een manuscript werd de soortaanduiding gecorrumpeerd tot longidigitris. Hou zelf emendeerde dit in 1997 tot longidigitus maar de oorspronkelijke spelling wordt nog veel gebruikt.
Het holotype IVPP V11303.1-2 is gevonden in de Jianshangoulagen van de Yixianformatie die dateren van het Barremien-Aptien, een ruime 125 miljoen jaar oud. In 1996 dacht Hou nog dat de ouderdom zo hoog was als het Jura. Het bestaat uit een gedeeltelijk skelet zonder schedel, platgedrukt op plaat en tegenplaat. Het bewaart de rechterachterpoot, de linkervoet, de rechterarm, een ravenbeksbeen, een borstbeen, ribben, sternale ribben en buikribben. Het omvat resten van het verenkleed. Het skelet ligt gedeeltelijk in verband.
In 2012 publiceerde Jingmai Kathleen O'Connor een verbeterde beschrijving. Daarbij bleek dat ribben eerder voor een schouderblad en schaambeenderen waren aangezien. Ook de oriëntatie van het ravenbeksbeen was onzeker. O'Connor spelde de soortaanduiding opmerkelijk genoeg als longidigitrus.

## Beschrijving
Liaoningornis had de grootte van een mus. De lichaamslengte is geschat op vijftien centimeter.
O'Connor gaf in 2012 een verbeterde lijst van onderscheidende kenmerken, gebaseerd op een geheel andere fylogenetische plaatsing. Het borstbeen is klein, niet doorboord, en mist uitsteeksels aan de middelste of achterste zijkant. Het uitsteeksel van het borstbeen aan de middelste achterkant is T-vormig. Het borstbeen heeft een naar beneden uitstekende kiel die niet tot de voorrand reikt. De kiel van het borstbeen wordt naar achteren lager en loopt over in het uitsteeksel van de middelste achterkant. Het dijbeen heeft 82 procent van de lengte van het onderbeen. Het eerste middenvoetsbeen is P-vormig met vrijwel evenwijdig lopende gewrichtsvlakken. De voetklauwen zijn groot en gekromd.
Het borstbeen heeft de vorm van een kleine ruit met achteraan een enorm T-vormig uitsteeksel. Bij het eerste middenvoetsbeen staan het raakvlak met het tweede middenvoetsbeen en de eerste teen parallel zodat die teen sterk naar achteren uitsteekt.

## Fylogenie
Hou dacht dat Liaoningornis een zeer basaal lid was van de tak van de Ornithuromorpha. Hij benoemde er een eigen Liaoningornithidae voor en zelfs een Liaoningornithiformes. O'Connor voerde echter een kladistiche analyse uit die wees op een positie in de Enantiornithes, als een nauwe verwant van Eoalulavis.